# 장즈자
장즈자(중국어 정체자: 張誌家, 간체자: 张誌家, 병음: Zhāng Zhìjiā, 한자음: 장지가, 1980년 5월 6일~2024년 1월 1일)는 대만의 야구 선수이며, 2008년 승부 조작 사건에 연루되어 제명되었다.
2001년 11월 14일 대만에서 열린 야구 월드컵에서 이병규(LG), 마해영, 정수근(이상 전 롯데) 김주찬(롯데) 김상훈(KIA) 등 프로 선수들을 주축으로 구성된 한국 대표팀을 상대로 9이닝 6안타 1실점 완투. 탈삼진 12개. 이 대회 3, 4위전에서는 일본을 상대로 9이닝 완봉승을 기록하였다.
2002년에 일본 프로야구 세이부 라이온스에 진출하였고 입단 첫해부터 그는 10승 4패에 평균자책 2.71의 빼어난 성적을 올렸으며 완봉 1번을 포함해 3차례나 완투를 했다.
2003년 11월 5일 일본 삿포로에서 열린 아시아선수권 대회에서 한국과 대만의 경기에서 4-4동점이던 연장 10회 초에 한국의 중심 타선을 막기 위해 등판하였고 2번 박한이(삼성) 3번 이승엽(삼성) 4번 김동주(두산) 3타자를 맞아 1이닝 퍼펙트 피칭을 기록하여 팀을 승리로 이끌었다. 이때 한국은 2004년 아테네 올림픽 출전권을 놓치게 된다.
2004년 9승 8패 평균자책 3.70을 기록하고 2005년 어깨 부상을 당하여 2006년과 2007년에는 1군 출장이 없었고 2008년 5월 대만 프로야구 라뉴로 돌아오게 된다. 2009년 승부 조작 사건에 연루되어 12월 방출되었다.
2010년 2월 10일. 대만 언론들은 일제히 대만 프로야구 승부조작 사건을 수사해 온 대만검찰이 장즈자를 도박죄 및 사기죄로 기소한다고 보도하였다.